# Indikationsimpfung
Der Begriff Indikationsimpfung bezeichnet alle Impfungen, welche im Gegensatz zu Standardimpfungen nur unter bestimmten Voraussetzungen bzw. für bestimmte Risikogruppen mit einem erhöhten Expositions-, Erkrankungs- oder Komplikationsrisiko sowie zum Schutz Dritter empfohlen werden. Die Empfehlungen werden von der Ständigen Impfkommission (STIKO) am Robert Koch-Institut ausgesprochen. Ob und wann Indikationsimpfungen verabreicht werden, hängt von ärztlichen Einzelfallentscheidungen ab, welche die Lebenssituation und den aktuellen Gesundheitszustand eines Patienten oder einer Patientin berücksichtigen.

## Impfempfehlungen und Anwendungshinweise
Die STIKO ist ein unabhängiges Expertengremium, welches im Infektionsschutzgesetz (IfSG) verankert ist und vom Bundesministerium für Gesundheit (BMG) alle 3 Jahre berufen wird. Die Kommission spricht unter anderem in regelmäßigen Abständen Empfehlungen zur spezifischen Prophylaxe übertragbarer Krankheiten aus. Insbesondere beinhalten die Ausführungen auch Angaben, welche internen und externen Faktoren als Indikation für einzelne Schutzimpfungen gelten sollten.
Für ihre Empfehlungen legt die Kommission eine medizinisch-epidemiologische Risiko-Nutzen-Abschätzung auf der Grundlage der besten aktuell verfügbaren Evidenz zugrunde. Die STIKO-Empfehlungen beeinflussen maßgeblich, ob eine Schutzimpfung als Pflichtleistung von der gesetzlichen Krankenkasse übernommen wird oder nicht.
Ergänzend zum Standardimpfkalender gibt die STIKO Empfehlungen zu Impfungen des Erwachsenenalters sowie zu Indikationsimpfungen (einschließlich Berufs- und Reiseimpfungen) sowie Auffrischimpfungen für alle Altersgruppen heraus. Zusätzlich werden von Arbeitsgruppen aus Experten der zuständigen medizinischen Fachgesellschaften, den Mitarbeitern des RKI und Mitgliedern der STIKO Anwendungshinweise erarbeitet. Ein Beispiel hierfür sind die Anwendungshinweise zum Impfen von Personen mit Immundefizienz.

## Indikationskategorien
Die STIKO empfiehlt bestimmte Indikationsimpfungen bei besonderer epidemiologischer Situation oder Gefährdung für Kinder, Jugendliche und Erwachsene. Darüber hinaus gelten ein erhöhtes berufliches oder reisebedingtes Expositionsrisiko als Sonderfälle für Indikationsimpfungen. Darauf basierend lassen sich drei Kategorien für Personen bzw. Indikationsimpfungen formulieren:
- Eine Person hat aufgrund ihrer persönlichen Situation (Vorerkrankungen, Angewohnheiten etc.) ein im Vergleich zur Allgemeinbevölkerung erhöhtes Risiko, mit einem Krankheitserreger in Kontakt zu kommen oder einen schweren Krankheitsverlauf zu erleiden. Zusätzlich umfasst diese Kategorie nahe Kontaktpersonen, die ohne die entsprechende Impfung ein Infektionsrisiko für Risikopatienten darstellen könnten.
- Eine Person hat aufgrund ihres Berufs ein erhöhtes Erkrankungsrisiko, da sie beispielsweise öfter als gewöhnlich mit einem Erreger in Kontakt kommt.
- Eine Person hält sich längere Zeit in einer Region auf, in der bestimmte Erreger gehäuft vorkommen, oder plant eine Reise in ein solches Endemiegebiet.

Die nachfolgenden Listen geben getrennt nach Risiko-Kategorien wieder, welche Indikationsimpfungen unter welchen Bedingungen von der STIKO empfohlen werden (Stand 2021).

### Individuell erhöhtes Risiko (nicht beruflich oder reisebedingt)
Es gibt verschiedene Gründe, warum das individuelle Infektionsrisiko einer Person erhöht sein kann. In vielen Fällen ist die Ursache eine Vorerkrankung, welche das Immunsystem schwächt und die Patienten anfälliger für opportunistische Infektionen macht. Zusätzlich kann auch eine immunsuppressive Therapie die körpereigene Abwehr schwächen. Personen mit Immundefizienz leiden im Vergleich zur Allgemeinbevölkerung häufiger an Infektionskrankheiten und erleiden einen schwereren Verlauf. Die STIKO empfiehlt daher einen möglichst weitreichenden Impfschutz. Weitere Personen, für welche bestimmte Indikationsimpfungen empfohlen werden, sind darüber hinaus Menschen ab einem bestimmten Lebensalter sowie schwangere Frauen.
| Impfung gegen                 | Indikation |
| FSME und andere TBE-Subtypen  | Zeckenexposition in FSME-Risikogebieten laut den Angaben des Robert Koch-Instituts. |
| Haemophilus influenzae, Typ b | Anatomische oder funktionelle Asplenie. |
| Hepatitis A                   | Sexualverhalten mit erhöhtem Expositionsrisiko z. B. Männer, die Sex mit Männern haben. Häufige Übertragung von Blutbestandteilen, z. B. Drogenkonsum, Hämophilie. Wohnhaft in einer psychiatrischen Einrichtung.                                                                                                  |
| Hepatitis B                   | Immundefizienz, u. a. positive Testung auf HIV oder Hepatitis-C, Dialyse-Behandlung Kontakt zu HBsAg-Trägern, Sexualverhalten mit hohem Infektionsrisiko, Drogenkonsum, Strafgefangenschaft, Aufenthalt in einer psychiatrischen Einrichtung.                                                                      |
| Herpes zoster                 | Alter über 50 bei immunschwächender Grunderkrankung. |
| Influenza                     | Schwangerschaft ab 2. Trimenon, bei Grundleiden bereits ab 1. Trimenon. Alter ab 6 Monaten mit immunschwächendem Grundleiden. Aufenthalt in Alters- oder Pflegeheim. Naher Kontakt zu Risikopersonen. Erwartung einer schweren Epidemie oder nach deutlichem Antigendrift oder -shift.                             |
| Masern                        | Alter ab 9 Monaten und bevorstehendem Besuch einer Gemeinschaftseinrichtung. Im Rahmen eines Ausbruchs: nach 1970 Geborene ab Alter von 9 Monaten bei unklarem Impfstatus, ohne Impfung oder mit nur einer Impfung in der Kindheit; Säuglinge ausnahmsweise ab 6 Monaten nach individueller Risiko-Nutzen-Abwägung |
| Meningokokken                 | Angeborene oder erworbene Immundefizienz (Impfung mit Meningokokken-ACWY-Konjugatimpfstoff und einem Meningokokken-B-Impfstoff). Empfehlung der Gesundheitsbehörden bei Ausbrüchen. |
| Pertussis (Keuchhusten)       | Schwangerschaft ab 3. Trimenon. Schwangerschaft mit erhöhter Wahrscheinlichkeit für eine Frühgeburt ab 2. Trimenon. Enger Haushaltskontakt und Betreuung eines Neugeborenen. |
| Pneumokokken                  | Kinder, Jugendliche und Erwachsene mit Grundkrankheiten wie Immunsuppression, chronischer Erkrankung des Herzens oder der Atmungsorgane, Stoffwechselkrankheit, neurologischer Krankheit oder anatomischen und fremdkörperassoziierten Risiken für Pneumokokken-Meningitis.                                        |
| Poliomyelitis                 | Aussiedler, Flüchtlinge und Asylsuchende, die in Gemeinschaftsunterkünften leben, bei der Einreise aus Gebieten mit Infektionsrisiko. |
| Röteln                        | Weibliches Geschlecht, gebärfähiges Alter und unklarer oder unvollständiger Impfstatus. |
| Varizellen (Windpocken)       | Seronegativ-Test bei Frauen mit Kinderwunsch sowie vor geplanter Immunsuppression oder Organtransplantation. Personen mit schwerer Neurodermitis oder engem Kontakt zu Risikopatienten, sofern: ungeimpfte, anamnestisch ohne Varizellen, serologisch keine Antikörper nachweisbar.                                |

### Berufliches Risiko
Einige Berufsgruppen haben aufgrund ihrer Tätigkeit ein erhöhtes Expositionsrisiko für verschiedene Krankheitserreger. Die STIKO legt hierbei u. a. die Gefährdungsbeurteilung gemäß Arbeitsschutzgesetz (ArbSchG), die Biostoffverordnung (BioStoffV) sowie die Verordnung zur arbeitsmedizinischen Vorsorge (ArbMedVV) zugrunde.
| Impfung gegen                | Indikation (Berufsgruppe) |
| FSME und andere TBE-Subtypen | Exponiertes Laborpersonal sowie Forstbeschäftigte und Exponierte in der Landwirtschaft in Risikogebieten. |
| Gelbfieber                   | Tätigkeiten mit Kontakt zu Gelbfieber-Virus z. B. in Forschungseinrichtungen oder Laboratorien. |
| Hepatitis A                  | Tätigkeit im Gesundheitsdienst, in Kindertagesstätten, Kinderheimen, Behindertenwerkstätten, Asylbewerberheimen oder mit Abwasserkontakt. |
| Hepatitis B                  | Tätigkeit in medizinischen Einrichtungen, Sanitäts- und Rettungsdienst, der Polizei, in Gefängnissen, Asylbewerberheimen oder Einrichtungen für Menschen mit Behinderungen |
| Influenza                    | Tätigkeit im Gesundheitsdienst, in Einrichtungen mit viel Publikumsverkehr oder mit direktem Kontakt zu Geflügel und Wildvögeln. Direkter Kontakt zu betreuten Risikopersonen. |
| Japanische Enzephalitis      | Laborpersonal, das gezielt mit vermehrungsfähigen Wildtypstämmen arbeitet. |
| Mumps, Masern, Röteln        | Nach 1970 Geborene mit Tätigkeitsbereich in medizinischen oder pflegerischen Einrichtungen, Gemeinschaftseinrichtungen, Einrichtungen zur gemeinschaftlichen Unterbringung von Asylbewerbern, Ausreisepflichtigen, Flüchtlingen und Spätaussiedlern, Fach-, Berufs- und Hochschulen. Tätigkeiten mit Kontakt zu potenziell infektiösem Material. |
| Meningokokken                | Gefährdetes Laborpersonal (Impfung mit Meningokokken-ACWY-Konjugatimpfstoff und einem Meningokokken-B-Impfstoff). |
| Pertussis                    | Tätigkeit im Gesundheitsdienst sowie in Gemeinschaftseinrichtungen (Auffrischung alle 10 Jahre). |
| Pneumokokken                 | Berufliche Exposition gegenüber Metallrauchen (z. B. beim Schweißen und Trennen von Metallen). |
| Poliomyelitis                | Tätigkeit in Flüchtlingsunterkünften, als medizinisches Personal mit potenziell engem Kontakt zu Erkrankten sowie als Personal in Laboren mit Infektionsrisiko. |
| Tollwut                      | Tierärzte, Jäger, Forstpersonal und andere Personen mit Kontakt zu Tieren in Gebieten mit neu aufgetretener Wildtiertollwut sowie Personen mit beruflichem oder sonstigem engen Kontakt zu Fledermäusen. Laborpersonal mit Expositionsrisiko gegenüber Tollwutviren.                                                                             |
| Varizellen                   | Seronegative Personen in medizinischen Einrichtungen oder mit Kontakt zu potenziell infektiösem Material. Tätigkeit in Pflege- und Gemeinschaftseinrichtungen, Flüchtlings-/Asylheimen |

### Reiseimpfungen
Das Expositionsrisiko gegenüber bestimmten impfpräventablen Erkrankungen ist auf Auslandsreisen erhöht. Außerdem können Infektionserreger nach Deutschland importiert oder ins Reiseland exportiert werden. Der Schutz durch Reiseimpfungen gilt daher als elementarer Bestandteil der Gesundheitsvorsorge für den Auslandsaufenthalt und ist außerdem von besonderem öffentlichen Interesse. Die STIKO gibt daher Empfehlungen für Reisende sowie für Personen, die sich längere Zeit in bestimmten Gebieten mit erhöhtem Infektionsrisiko aufhalten.
| Impfung gegen                | Indikation |
| Cholera                      | Aufenthalte in Infektionsgebieten unter mangelhaften Hygienebedingungen. Aktuelle Ausbrüche, z. B. in Flüchtlingslagern oder bei Naturkatastrophen. |
| FSME und andere TBE-Subtypen | Personen, die in TBE-Risikogebieten außerhalb Deutschlands zeckenexponiert sind. |
| Gelbfieber                   | Geplanter Aufenthalt in Gelbfieber-Endemiegebieten im tropischen Afrika und in Südamerika oder entsprechend den Anforderungen eines Impfnachweises der Ziel- oder Transitländer. |
| Hepatitis A                  | Reise in Infektionsgebiete mit erhöhter Inzidenz. |
| Hepatitis B                  | Individuelle Gefährdungsbeurteilung. |
| Influenza                    | Alter ab 60 Jahren sowie die beim individuellen Risiko genannten Indikationen ohne aktuellen Impfschutz. Alter unter 60 Jahren nach individueller Risikoabwägung. |
| Japanische Enzephalitis      | Wiederholte oder langfristige Aufenthalte in asiatischen/südostasiatischen/australischen Endemiegebieten während der Übertragungszeit, oder mit voraussehbarem Aufenthalt in der Nähe von Reisfeldern oder Schweinezuchten. |
| Meningokokken                | Reise in Länder mit epidemischem Vorkommen (besonders in Afrika) vor allem bei engem Kontakt zur einheimischen Bevölkerung sowie im Fall einer Pilgerreise nach Mekka (Impfung mit Meningokokken-ACWY-Konjugatimpfstoff). Langzeitaufenthalt in Ländern mit empfohlener Impfung für Schüler und Studierende (Impfung mit Meningokokken-ACWY-Konjugatimpfstoff und einem Meningokokken-B-Impfstoff). |
| Poliomyelitis                | Reisende in Regionen mit Infektionsrisiko durch Wild-Poliovirusstämme (WPV) oder durch einen mutierten Impfvirusstamm (engl. circulating vaccine-derived poliovirus (cVDPV)) |
| Tollwut                      | Aufenthalt in Regionen mit Tollwutgefahr und einer erhöhten Wahrscheinlichkeit einer Tollwutexposition (z. B. durch Kontakt mit streunenden Hunden oder Fledermäusen). |
| Typhus                       | Reise in Endemiegebiete mit Aufenthalt unter schlechten hygienischen Bedingungen. |